# Флоріс ван Шутен
Флоріс Ґерритс ван Шутен  або Схотен (нід. Floris van Schooten, між 1585 і 1588, Амстердам –1655, Гарлем) — художник Золотої доби голландського живопису.

## Життєпис

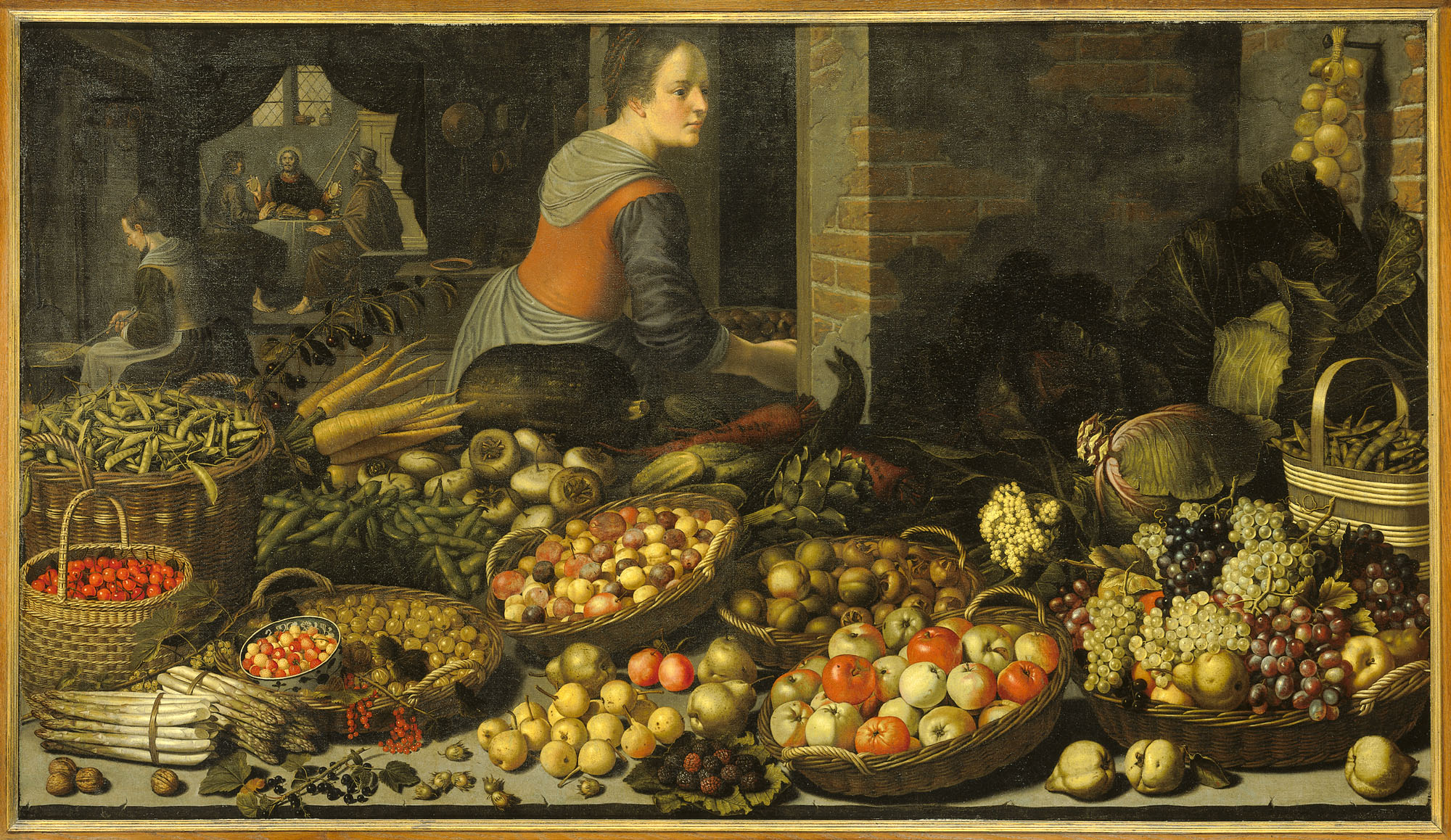
Натюрморт з фруктами, овочами і сценою вечері в Еммаусі (1651)

За відомостями Нідерландського інституту історії мистецтва, ван Шутен був сином Ґерріта Якобтса ван Шутена, представника провідної католицької родини Амстердама. У той період більшість католицьких родин залишали місто, у якому протестанти мали владу в місцевих органах самоврядування, і перебиралися до більш толерантного Гарлема. Принаймні, ван Шутени там мешкали вже 1612 року. Флоріс з юних років став членом Гарлемської гільдії святого Луки. Одружився з дочкою успішного броваря Рейкланта ван Занена. Художник від шлюбу мав 3 доньки та сина Іоганна, який теж став митцем.

## Творчість

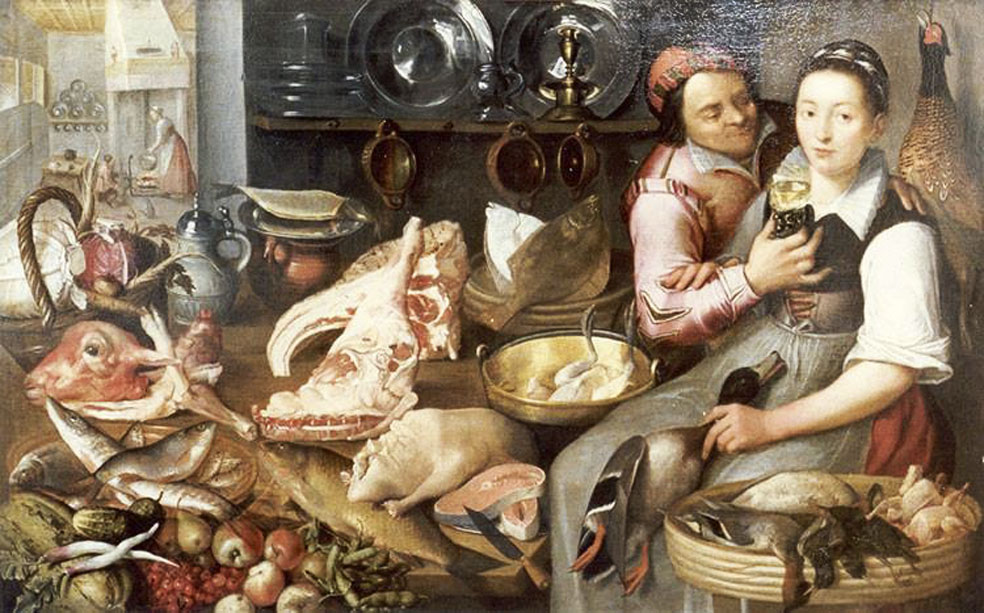
Викрадена картина «Кухонна сцена» десять років перебувала на території України

На ранніх стадіях Флоріс ван Шутен творив у дусі Пітера Артсена. Переважно малював натюрморти, кухонні та базарні сцени. На його стиль у подальшому вплинула творчість сучасників Флоріса ван Дейка, Пітера Класа, Роелофа Коетса.
1639 року ван Шутен очолив гільдію святого Луки.

## Крадіжка картини Флоріса ван Шутена
У ніч проти 9 січня 2005 року з музею Західної Фрисландії зловмисники разом з іншими 24 полотнами викрали твір Флоріса ван Шутена «Кухонна сцена». За десять років її виявили на території України. У квітні 2016 року Україна повернула до музею знайдену СБУ пропажу.